# Copa Intercontinental 1986
La Copa Intercontinental 1986 fue la vigésimo quinta edición del torneo que enfrentaba al campeón de la Copa Libertadores de América con el campeón de la Copa de Campeones de Europa. Fue la séptima edición disputada a partido único en Japón.
Se enfrentó el C. A. River Plate de Argentina, campeón de la Copa Libertadores 1986; y el F. C. Steaua București de Rumania, campeón de la Copa de Campeones de Europa 1985-86. Ganó River por 1:0 con gol de Antonio Alzamendi, obteniendo así su único título en el torneo. Además, se convirtió en el primer equipo en la historia del fútbol argentino en conseguir un «triplete» en un año.
Steaua București utilizó un uniforme especial para la ocasión, de color celeste, evocaba los inicios del club. En dicho partido, se retiró profesionalmente el destacado mediapunta de River, Norberto Alonso.

## Equipos participantes
| Conmebol (Sudamérica) |  | River Plate      |  | Campeón de la Copa Libertadores de América (1986)   |
| UEFA (Europa)         |  | Steaua București |  | Campeón de la Copa de Campeones de Europa (1985-86) |

## Sede
| Japón               |          |
| Ciudad              | Estadio  |
| Tokio               | Nacional |
|                     |          |
| 57 363 espectadores |          |

## Ficha del partido
| 1          | Guardameta     | Nery Pumpido         |     |
| 4          | Defensa        | Jorge Gordillo       |     |
| 2          | Defensa        | Nelson Gutiérrez     |     |
| 6          | Defensa        | Oscar Ruggeri        |     |
| 3          | Defensa        | Alejandro Montenegro |     |
| 8          | Centrocampista | Héctor Enrique       |     |
| 5          | Centrocampista | Américo Gallego      |     |
| 11         | Centrocampista | Roque Alfaro         | 68' |
| 10         | Centrocampista | Norberto Alonso      |     |
| 7          | Delantero      | Antonio Alzamendi    |     |
| 9          | Delantero      | Juan Gilberto Funes  |     |
| Entrenador | Entrenador     | Héctor Veira         |     |

| 1          | Guardameta     | Dumitru Stingaciu   |     |
| 2          | Defensa        | Ştefan Iovan        |     |
| 6          | Defensa        | Miodrag Belodedici  |     |
| 4          | Defensa        | Adrian Bumbescu     |     |
| 3          | Defensa        | Anton Weissenbacher |     |
| 11         | Centrocampista | Ilie Bărbulescu     | 60' |
| 5          | Centrocampista | Tudorel Stoica      |     |
| 8          | Centrocampista | Lucian Bălan        |     |
| 10         | Centrocampista | Gavril Balint       |     |
| 7          | Delantero      | Marius Lăcătuş      |     |
| 9          | Delantero      | Victor Piţurcă      |     |
| Entrenador | Entrenador     | Anghel Iordănescu   |     |

| 12 | Guardameta     | Sergio Goycochea |     |
| 13 | Defensa        | Rubén Gómez      |     |
| 14 | Centrocampista | Daniel Sperandío | 68' |
| 15 | Centrocampista | Néstor Gorosito  |     |
| 16 | Centrocampista | Claudio Morresi  |     |

| 12 | Guardameta     | Constantin Blid |     |
| 13 | Defensa        | Niță Cireașă    |     |
| 14 | Centrocampista | Mihail Majearu  | 60' |
| 15 | Centrocampista | Iosif Rotariu   |     |
| 16 | Centrocampista | László Bölöni   |     |

| Anotado | 28' | Antonio Alzamendi | 1:0 |

|  |  |  |  |

| Amonestado | Alejandro Montenegro |
| Amonestado | Héctor Enrique       |

| Amonestado | Adrian Bumbescu |

| Árbitro | José Luis Martínez Bazán |

| 1          | Guardameta     | Nery Pumpido         |     |
| 4          | Defensa        | Jorge Gordillo       |     |
| 2          | Defensa        | Nelson Gutiérrez     |     |
| 6          | Defensa        | Oscar Ruggeri        |     |
| 3          | Defensa        | Alejandro Montenegro |     |
| 8          | Centrocampista | Héctor Enrique       |     |
| 5          | Centrocampista | Américo Gallego      |     |
| 11         | Centrocampista | Roque Alfaro         | 68' |
| 10         | Centrocampista | Norberto Alonso      |     |
| 7          | Delantero      | Antonio Alzamendi    |     |
| 9          | Delantero      | Juan Gilberto Funes  |     |
| Entrenador | Entrenador     | Héctor Veira         |     |

| 1          | Guardameta     | Dumitru Stingaciu   |     |
| 2          | Defensa        | Ştefan Iovan        |     |
| 6          | Defensa        | Miodrag Belodedici  |     |
| 4          | Defensa        | Adrian Bumbescu     |     |
| 3          | Defensa        | Anton Weissenbacher |     |
| 11         | Centrocampista | Ilie Bărbulescu     | 60' |
| 5          | Centrocampista | Tudorel Stoica      |     |
| 8          | Centrocampista | Lucian Bălan        |     |
| 10         | Centrocampista | Gavril Balint       |     |
| 7          | Delantero      | Marius Lăcătuş      |     |
| 9          | Delantero      | Victor Piţurcă      |     |
| Entrenador | Entrenador     | Anghel Iordănescu   |     |

| 12 | Guardameta     | Sergio Goycochea |     |
| 13 | Defensa        | Rubén Gómez      |     |
| 14 | Centrocampista | Daniel Sperandío | 68' |
| 15 | Centrocampista | Néstor Gorosito  |     |
| 16 | Centrocampista | Claudio Morresi  |     |

| 12 | Guardameta     | Constantin Blid |     |
| 13 | Defensa        | Niță Cireașă    |     |
| 14 | Centrocampista | Mihail Majearu  | 60' |
| 15 | Centrocampista | Iosif Rotariu   |     |
| 16 | Centrocampista | László Bölöni   |     |

| Anotado | 28' | Antonio Alzamendi | 1:0 |

|  |  |  |  |

| Amonestado | Alejandro Montenegro |
| Amonestado | Héctor Enrique       |

| Amonestado | Adrian Bumbescu |

| Árbitro | José Luis Martínez Bazán |

|                      |
| Bandera de Argentina |
| Campeón River Plate  |
| 1.er título          |